# محول الحلقة الإختبارية
محول الحلقة الإختبارية (بالإنجليزية: Test loop translator) هو جهاز يُستخدم ضمن نطاق الترددات الراديوية، ويعمل على تحويل التردد بين نطاقات الإرسال والاستقبال، ضمن نفس النطاق الترددي. يُتيح هذا الجهاز إمكانية إجراء اختبارات الحلقة المغلقة ومعايرة محطات الاتصال الأرضية دون الحاجة إلى الاتصال المباشر بالأقمار الصناعية.

## الإستخدام
يُعد محوّل الحلقة الاختبارية أداة مهمة للغاية لتقييم أداء المحطات الأرضية للأقمار الصناعية، حيث يُتيح للمستخدم إجراء التحليل وضبط المحاذاة واختبار النظام، دون تحمّل تكاليف استخدام القمر الصناعي أو التسبب في تداخل مع مستخدمين آخرين.
يدخل الجهاز في إستخدامات وتطبيقات متعددة مثل تطوير المعدات، واختبار الاعتمادية، والكشف عن الأعطال، والمراقبة الدورية أثناء الخدمة.

## الخصائص التقنية
يحتوي الجهاز في أغلب نماذجه على مُذبذب محلي ثابت أو مُعدّ مسبقًا، بالإضافة إلى مستوى كسب كهربائي محدد، مع إمكانية ضبط كل منهما في بعض الإصدارات. وتُصمم معظم هذه الأجهزة بكسب سلبي أي تخفيض في شدة الإشارة، حيث تُعد قيمة 15 ديسيبيل بالسالب من أكثر القيم شيوعًا.
يغطي المُحوِّل الدائري للاختبار واحدًا أو أكثر من النطاقات الترددية المستخدمة في الاتصالات الفضائية، مثل النطاقات إس، سي، إكس، كيه، دي بي إس، وكا.